# Slaviša Pavlović
Slaviša Pavlović (* 5. Februar 1982 in Ljubovija) ist ein serbischer Schriftsteller und Dichter.

## Leben und Werk
Am Anfang veröffentlichte er nur Gedichte in literarischen Zeitschriften. Im Verlag Alma veröffentlichte er die erste Geschichte Prva pricest in der Geschichtensammlung Die kürzesten Geschichten. Bekannt wurde er als Autor vom Roman Zavet, der im Verlag Knjizevna omladina Srbije veröffentlicht wurde. Für diesen Roman erhielt er im Jahr 2010 den Preis Pegaz; somit wurde Zavet zum Roman des Jahres. Im Roman handelt es sich um eine serbische Familie, um das Verhältnis zwischen Vater und Sohn und um eine unmögliche Liebe zwischen zwei Feinden. Diese Liebe wird zwar verwirklicht, aber dahinter verbirgt sich ein anderer Hintergrund. Die Handlung des Romans spielt in der Zeit des Ersten Weltkriegs. Im Roman gibt es viele Schlussfolgerungen, die mithilfe von Widersprüchen zum Ausdruck kommen. Er veröffentlichte auch die Erzählung Cesma trgovca Alekse. Im Jahr 2010 nahm er an dem Satira-Festival teil. Da machte er mit einer satirischen Geschichte Brief an Elvis auf sich aufmerksam. Im Jahr 2011 erhielt er auf dem Festival Vojislav Despotov den ersten Preis für die beste Geschichte. Er befasste sich auch mit Journalismus. Heute lebt er in Belgrad. 

## Werke
- Zavet. 2010, ISBN 978-86-7343-130-7
- Česma trgovca Alekse. 2011
- Nema šanse da ne uspem. 2012, ISBN 978-86-88947-01-5
- Osvit večnosti 2014, ISBN 978-86-88947-16-9
- Zavet heroja 2014, ISBN 978-86-521-1700-0
- Apisov apostol 2016, ISBN 978-86-515-1353-7
- Ratnici Crne ruke 2017, ISBN 978-86-521-1700-0
- Himerina krv:roman o Ducicu 2020, ISBN 978-86-521-3786-2